# Copa Independência da Armênia
A Armenian Independence Cup (em armênio/arménio:  Հայաստանի Անկախության Գավաթ) é a segunda competição da Armênia. Em sua forma original, a Copa da Armênia, começou em 1939, quando a Armênia era uma república da União Soviética. Serviu como torneio de qualificação para a Copa Soviética e não foi disputado por times armênios na pirâmide da Liga Soviética. Depois que a Armênia conquistou a independência em 1992, a taça ficou conhecida como Copa da Independência, e a final é realizada todos os anos em 9 de maio.
Desde 2019, é conhecida como VBET Armenian Independence Cup devido ao seu patrocinador principal.

## Finais

### Campeões da era soviética
| - 1939 Dinamo Leninakan - 1940 Dinamo Yerevan - 1941–44 Não disputado - 1945 Dinamo Yerevan - 1946 Dinamo Yerevan - 1947 Não disputado - 1948 BKMA Yerevan - 1949 BKMA Yerevan - 1950 Karmir Drosh Leninakan - 1951 Karmir Drosh Leninakan - 1952 Shinarar Yerevan - 1953 Himik Kirovokan - 1954 Himik Kirovokan | - 1955 Karmir Drosh Leninakan - 1956 FIMA Yerevan - 1957 FIMA Yerevan - 1958 Tekstilschik Leninakan - 1959 Tekstilschik Leninakan - 1960 Shinarar Yerevan - 1961 Himik Kirovokan - 1962 Motor Yerevan - 1963 Lernagorts Kapan - 1964 Aeroflot Yerevan - 1965 Motor Yerevan - 1966 Himik Yerevan - 1967 Elektrotehnik Yerevan | - 1968 Araks Yerevan - 1969 Motor Yerevan - 1970 Motor Yerevan - 1971 FIMA Yerevan - 1972 FIMA Yerevan - 1973 Aragats Leninakan - 1974 FIMA Yerevan - 1975 Kotayk Abovyan - 1976 Kotayk Abovyan - 1977 Kotayk Abovyan - 1978 Kanaz Yerevan - 1979 FIMA Yerevan - 1980 Metroschin Yerevan | - 1981 MBVD Yerevan - 1982 Metroschin Yerevan - 1983 FIMA Yerevan - 1984 Motor Yerevan - 1985 Impulse FC - 1986 Schweinik Spitak - 1987 Iskra Yerevan - 1988 Kumairi Leninakan - 1989 Almast Yerevan - 1990 Não disputado - 1991 Não disputado |

### Campeões depois da independência
| Temporada | Campeão        | Placar     | Vice-campeão   | Local                            | Público |
| --------- | -------------- | ---------- | -------------- | -------------------------------- | ------- |
| 1992      | Urartu         | 2–0        | Pyunik         | Estádio Hrazdan                  | 3,347   |
| 1993      | Ararat         | 3–1        | Shirak         | Estádio Hrazdan                  | 7,000   |
| 1994      | Ararat         | 1–0        | Shirak         | Estádio Hrazdan                  | 10,000  |
| 1995      | Ararat         | 4–2        | Kotayk         | Estádio Hrazdan                  | 1,000   |
| 1996      | Pyunik         | 3–2        | Kotayk         | Estádio Hrazdan                  | 3,000   |
| 1997      | Ararat         | 1–0        | Pyunik         | Estádio Hrazdan                  | 4,500   |
| 1998      | Araks          | 3–1        | Yerevan        | Estádio Hrazdan                  | 4,000   |
| 1999      | Araks          | 3–2        | Shirak         | Estádio Hrazdan                  | 4,000   |
| 2000      | Mika           | 2–1        | Zvartnots      | Estádio Abovyan City             | 4,500   |
| 2001      | Mika           | 1–1 (4–3)p | Ararat         | Estádio Republicano              | 7,500   |
| 2002      | Pyunik         | 2–0        | Zvartnots      | Estádio Republicano              | 8,000   |
| 2003      | Mika           | 1–0        | Urartu         | Estádio Republicano              | 5,000   |
| 2004      | Pyunik         | 0–0 (6–5)p | Urartu         | Estádio Republicano              | 10,000  |
| 2005      | Mika           | 2–0        | Kilikia        | Estádio Republicano              | 6,000   |
| 2006      | Mika           | 1–0        | Pyunik         | Estádio Republicano              | 1,400   |
| 2007      | Urartu         | 3–1 (pro)  | Ararat         | Estádio Republicano              | 6,000   |
| 2008      | Ararat         | 2–1 (pro)  | Urartu         | Estádio Arnar                    | 2,500   |
| 2009      | Pyunik         | 1–0        | Urartu         | Estádio Republicano              | 7,500   |
| 2010      | Pyunik         | 4–0        | Urartu         | Estádio Republicano              | 8,000   |
| 2011      | Mika           | 4–1        | Shirak         | Estádio Republicano              | 9,300   |
| 2011–12   | Shirak         | 1–0        | Impuls         | Estadio Municipal de Guiumri     | 3,000   |
| 2012–13   | Pyunik         | 1–0        | Shirak         | Estádio Hrazdan                  | 2,500   |
| 2013–14   | Pyunik         | 2–1        | Gandzasar      | Estádio Hrazdan                  | 5,000   |
| 2014–15   | Pyunik         | 3–1        | Mika           | Estádio Republicano              | 5,000   |
| 2015–16   | Urartu         | 2–0        | Mika           | Estádio Republicano              | 3,000   |
| 2016–17   | Shirak         | 3–0        | Pyunik         | Estádio Republicano              | 2,000   |
| 2017–18   | Gandzasar      | 1–1 (4–3)p | Alashkert      | Estádio Republicano              | 1,000   |
| 2018–19   | Alashkert      | 1–0        | Lori           | Estadio Urartu                   | 4,000   |
| 2019–20   | Noah           | 5–5 (7–6)p | Ararat-Armenia | Estádio Yerevan Football Academy | 0       |
| 2020–21   | Ararat         | 3–1        | Alashkert      | Estádio Republicano              | 2,000   |
| 2021–22   | Noravank       | 2–0        | Urartu         | Estádio Republicano              | 1,000   |
| 2022–23   | Urartu         | 2–1        | Shirak         | Estádio Republicano              | 3,000   |
| 2023–24   | Ararat-Armenia | 1–1 (5–3)p | Urartu         | Estádio Republicano              | 4,000   |
| 2024–25   | Noah           | 3–1        | Ararat-Armenia | Estádio Republicano              | 2,000   |

1. ↑  Partida disputada a portas fechadas devido à Pandemia de COVID-19 na Armênia.[1]

#### Títulos por clube
| Clube          | Títulos                                                     | Vices                                              | Total de Finais |
| -------------- | ----------------------------------------------------------- | -------------------------------------------------- | --------------- |
| Pyunik         | 8 (1996, 2002, 2004, 2009, 2010, 2012-13, 2013-14, 2014-15) | 4 (1992, 1997, 2006, 2016-17)                      | 12              |
| Mika           | 6 (2000, 2001, 2003, 2005, 2006, 2011)                      | 2 (2014-15, 2015-16)                               | 8               |
| Ararat         | 6 (1993, 1994, 1995, 1997, 2008, 2020-21)                   | 2 (2001, 2007)                                     | 8               |
| Urartu         | 4 (1992, 2007, 2015-16, 2022-23)                            | 7 (2003, 2004, 2008, 2009, 2010, 2021-22, 2023-24) | 11              |
| Shirak         | 2 (2011-12, 2016-17)                                        | 6 (1993, 1994, 1999, 2011, 2012-13, 2022-23)       | 8               |
| Araks          | 2 (1998, 1999)                                              | 0                                                  | 2               |
| Noah           | 2 (2019-20, 2024-25)                                        | 0                                                  | 2               |
| Alashkert      | 1 (2018-19)                                                 | 2 (2017-18, 2020-21)                               | 3               |
| Ararat-Armenia | 1 (2023-24)                                                 | 2 (2019-20, 2024-25)                               | 3               |
| Gandzasar      | 1 (2017-18)                                                 | 1 (2013-14)                                        | 2               |
| Noravank       | 1 (2021-22)                                                 | 0                                                  | 1               |
| Kotayk         | 0                                                           | 2 (1995, 1996)                                     | 2               |
| Zvartnots      | 0                                                           | 2 (2000, 2002)                                     | 2               |
| Yerevan        | 0                                                           | 1 (1998)                                           | 1               |
| Kilikia        | 0                                                           | 1 (2005)                                           | 1               |
| Impuls         | 0                                                           | 1 (2011-12)                                        | 1               |
| Lori           | 0                                                           | 1 (2018-19)                                        | 1               |

### Vencedores consecutivos
Os clubes que ganharam mais vezes consecutivas a Copa Independência da Armênia foram: Ararat (1993, 1994 e 1995) e Pyunik (2012-13, 2013-14 e 2014-15).

## Transmissão
| País    | Emissoras                |
| ------- | ------------------------ |
| Armenia | ARMTV                    |
| Armenia | Vivaro News (Youtube TV) |

## Outros Campeonatos Armênios
- Campeonato Armênio de Futebol
- Campeonato Armênio 2ª divisão
- Supercopa da Armênia